# アナザー・サイド・オブ・ボブ・ディラン
『アナザー・サイド・オブ・ボブ・ディラン』（英: Another Side of Bob Dylan）は、1964年にリリースされたボブ・ディラン4作目のスタジオ・アルバム。
ビルボード・トップ LP's チャートで最高43位、全英アルバム・チャートで8位を記録した。RIAAによりゴールド・ディスクに認定されている。

## 解説
「黒いカラスのブルース」で初めてピアノ演奏を披露した以外、すべてアコースティック・ギターとハーモニカによる弾き語りであるという点ではそれまでのフォークソングのスタイルと変らないが、曲調の上では「アイ・ドント・ビリーヴ・ユウ」や「悲しきベイブ」などにすでにロックの影響が認められる。バーズは「オール・アイ・リアリー・ウォント」「スパニッシュ・ハーレム・インシデント」「自由の鐘」「マイ・バック・ページズ」をフォークロックのスタイルでカバーしており、タートルズも「悲しきベイブ」をカバーしてヒットさせた。以上のことから、次作の『ブリンギング・イット・オール・バック・ホーム』（1965年）と共に、フォークロックの始発点に位置づけられるアルバムと言える。
歌詞の面では、「スパニッシュ・ハーレム・インシデント」 「自由の鐘」「マイ・バック・ページズ」などで、特定の事柄を描かず、暗喩もしくはシュールなイメージによって性や内面心理・自由の問題などを象徴的に描く作詞法が目立つようになる。この作詞法も後のロックの歌詞に大きな影響を与えることになった。
LP盤裏ジャケットには前作同様、ディラン自身の長編詩が記載された。前作では読みやすい大きさの活字で、記載しきれない部分はインナースリーヴに封入されたが、本作ではそのサービスは止め、小さい活字で裏ジャケットに全編を無理矢理、押し込めていた。

## 収録曲
全曲、作詞・作曲: ボブ・ディラン

### Side 1
1. オール・アイ・リアリー・ウォント - All I Really Want to Do - 4:04
2. 黒いカラスのブルース - Black Crow Blues - 3:14
3. スパニッシュ・ハーレム・インシデント - Spanish Harlem Incident - 2:24
4. 自由の鐘 - Chimes of Freedom - 7:10
5. アイ・シャル・ビー・フリー No.10 - I Shall Be Free No. 10 - 4:47
6. ラモーナに - To Ramona - 3:52

### Side 2
1. 悪夢のドライブ - Motorpsycho Nitemare - 4:33
2. マイ・バック・ペイジズ - My Back Pages - 4:22
3. アイ・ドント・ビリーヴ・ユウ - I Don't Believe You (She Acts Like We Never Have Met) - 4:22
4. Dのバラッド - Ballad in Plain D - 8:16
5. 悲しきベイブ - It Ain't Me Babe - 3:33

## パーソネル
- ボブ・ディラン - ボーカル、ギター、ピアノ、ハーモニカ
- トム・ウィルソン - プロデューサー
- サンディ・スパイザー - ジャケット写真

## レコーディングとアウトテイク
1964年6月9日の19時から翌10日の1時30分にかけ、ニュー・ヨークのコロムビア・レコーディング・スタジオでレコーディングは行われた。プロデューサーは、トム・ウィルソン。コロムビアの販売会議で決定した発売日に間に合わせるために、わずか1回のセッションで計14曲が録音された。セッションにはナット・ヘントフが立会い、その様子は後日『ザ・ニューヨーカー』誌に掲載された。
アウトテイクは、「ミスター・タンブリン・マン」、「ママ・ユー・ビーン・オン・マイ・マインド」、 "California" の3曲。ジャック・エリオットとデュエットで「ミスター・タンブリン・マン」が録音されたが、アルバムには収録されなかった。後にソロで再録音し『ブリンギング・イット・オール・バック・ホーム』に収録。ジャック・エリオットとのバージョンは『ノー・ディレクション・ホーム：ザ・サウンドトラック（ブートレッグ・シリーズ第7集）』（2005年）に収録されている。また「ママ・ユー・ビーン・オン・マイ・マインド」は、『ブートレッグ・シリーズ第1〜3集』（1991年）に収録されている。"California" は、「黒いカラスのブルース」の歌詞を変えたもので、未発表。 "California" は、リメイクされ『ブリンギング・イット・オール・バック・ホーム』の「アウトロー・ブルース」として発表された。「悲しきベイブ」はプロモシングルでは別ミックス。

## 反響・評価
アルバムは12月5日付『ビルボード』誌「トップ LP's」チャートで最高43位、全英アルバム・チャートで8位を記録した。アメリカ・レコード協会 RIAA により1999年5月21日にゴールド・ディスクに認定されている。

## チャート
| 年     | チャート                      | 最高順位 |
| ------ | ----------------------------- | -------- |
| 1964年 | ビルボード・トップ LP's 150   | 43       |
| 1965年 | 全英アルバム・チャート Top 75 | 8        |

## リリース
アメリカ
| 日付         | レーベル | フォーマット | カタログ番号 | 付記     |
| ------------ | -------- | ------------ | ------------ | -------- |
| 1964年8月8日 | Columbia | LP           | CL 2193      | モノラル |
| 1964年8月8日 | Columbia | LP           | CS 8993      | ステレオ |
|              | Columbia | CD           | CK           |          |

日本
2004年、再発CDがオリコン・チャートで最高238位を記録した。
| 日付           | レーベル  | 規格        | カタログ番号 | 付記                                    |
| -------------- | --------- | ----------- | ------------ | --------------------------------------- |
| 1968年         | CBSソニー | LP          | SONP-50286   |                                         |
| 1974年         | CBSソニー | LP          | SOPL-223     |                                         |
| 1976年         | CBSソニー | LP          | 25AP 271     |                                         |
| 1988年11月21日 | CBSソニー | CD          | 25DP 5284    |                                         |
| 1993年9月22日  | ソニー    | CD          | SRCS 6334    | NICE PRICE LINE                         |
| 1997年2月1日   | ソニー    | CD          | SRCS 9242    | SUPER NICE PRICE 1600                   |
| 2003年10月22日 | ソニー    | SACD HYBRID | MHCP-10002   |                                         |
| 2004年8月18日  | ソニー    | CD          | MHCP-370     | 紙ジャケ、完全生産限定盤、オリコン238位 |
| 2005年8月24日  | ソニー    | CD          | MHCP-804     | 2003年デジタル・リマスター              |
| 2009年8月26日  | ソニー    | Blu-spec CD | SICP-20216   |                                         |